# الحادث الجوي في قاعدة لوس لانوس الجوية 2015
الحادث الجوي في قاعدة لوس لانوس الجوية هي حادثة تحطم طائرة مقاتلة وقعت في 27 يناير 2015 الأثنين الساعة الثانية بتوقيت غرينيتش لطائرة مقاتلة يونانية من طراز أف-16 في جنوب شرق إسبانيا في القاعدة الجوية لويس يانوس. وعلى متنها 2 من طاقم الطائرة. أدت الحادثة إلى قتل 11 شخص (يونانيان من أفراد الطاقم و9 فرنسيين)، وجرح 21 شخص (11 إيطالياً و10 فرنسياً). تحطمت الحادثة على بعد 250 كم جنوب شرق مدريد.
تشغل الطائرة المقاتلة القوات الجوية اليونانية، وقالت الوزارة ان الطائرة عند اقلاعها «فقدت قوتها وسقطت فوق مكان توقف الطائرات» حيث صدمت خمسا منها. ووقع الحادث في الساعة الثانية بتوقيت غرينيتش خلال تدريب في قاعدة لوس يانوس الجوية في مقاطعة الباثيتي.

## ردود الفعل
وقف وزيرا الدفاع الفرنسي جان ايف لودريان والاسباني بيدرو مورينيث للتامل في مكان الحادث مساء الثلاثاء بين عنبرين في قاعدة لوس يانوس التي تبعد مسافة 250 كلم جنوب شرق مدريد. وقال لودريان امام نحو سبعين عسكريا فرنسيا ورئيس اركان سلاح الجو الجنرال دوني ميرسييه «هناك أيام في حياة وزير الدفاع تترك بصماتها عليه بشكل مؤكد». واضاف الوزير الذي وصل إلى القاعدة بعد 24 ساعة من الحادث ان الناجين «اصيبوا بالصدمة والحزن. اريد تاكيد وقوفي إلى جانبهم».

اكدت وزارة الدفاع الاسبانية مقتل تسعة فرنسيين ويونانيين اثنين بالإضافة إلى 21 شخصا جرحوا هم 11 إيطاليا وعشرة فرنسيين، موضحة ان خمسة جرحى يعانون من حروق خطيرة ونقلوا إلى مركز متخصص في مدريد. وقالت الوزارة ان الطائرة عند اقلاعها «فقدت قوتها وسقطت فوق مكان توقف الطائرات» حيث صدمت خمسا منها. واوضحت وزارة الدفاع الأسبانية ان الطيارين اليونانيين برتبة كابتن وهما قائدا طائرة الاف-16. اما في الجانب الفرنسي فبين القتلى ثلاثة برتبة كابتن وواحد برتبة لفتنانت. وقال الوزارة الأسبانية ان فرق الإطفاء عملت ساعة كاملة لاطفاء الحريق.

وقال ناطق باسم وزارة الدفاع الإسباني «انها مدرسة للطيارين تستقبل عشر جنسيات». ويقوم المركز بتأهيل طيارين في مختلف الاختصاصات بما في ذلك الحرب الالكترونية والاستطلاع والمعارك الجوية. وقال الموقع الإلكتروني لوزارة الدفاع الفرنسية انه برنامج «من الأشهر والأكثر صرامة في العالم» لطياري الطائرات الحربية. ويتم تأهيل الطيارين فيها على طائرات ميراج أو اف-16.

وقال الامين العام للحلف الاطلسي ينس ستولتنبرغ في بيان «اشعر بحزن عميق لحادث الطائرة في قاعدة لوس يانوس الذي سبب سقوط عدد كبير من الضحايا»، بدون ان يضيف أي تفاصيل. واضاف «انها مأساة تمس كل اسرة الحلف الاطلسي»، معبراً عن تعازيه لاسر الضحايا.